# Buena Vista (Oregon)
Buena Vista (kiejtése: ˈbjuːnə ˈvɪstə) az Amerikai Egyesült Államok északnyugati részén, Oregon állam Polk megyéjében elhelyezkedő önkormányzat nélküli település.
A helység neve spanyolul „szép kilátást” jelent.

## Története
A települést Reason B. Hall alapította; családtagjai harcoltak a mexikói–amerikai háború során zajló Buena Vista-i csatában. Hall később elindította a ma is működő kompot (egykor fia, B. F. Hall is üzemeltetett egyet).
Egykor itt működött a fazekassággal foglalkozó Oregon Pottery Company; ennek és a bőséges komlótermésnek köszönhetően a helység népességszáma jelentősen megnőtt. Amikor a vasutat Buena Vistát kikerülve Independence-en keresztül vezették, a település jelentősége csökkent. A posta 1866 és 1935 között működött.

## Fordítás
- Ez a szócikk részben vagy egészben  a   Buena Vista, Oregon című angol Wikipédia-szócikk ezen változatának fordításán alapul.  Az eredeti cikk szerkesztőit annak laptörténete sorolja fel. Ez a jelzés csupán a megfogalmazás eredetét és a szerzői jogokat jelzi, nem szolgál a cikkben szereplő információk forrásmegjelöléseként.